# AN Ursae Majoris
AN Ursae Majoris är en kataklysmisk variabel av AM Herculis-typ (AM) i stjärnbilden Stora björnen. Den är prototypstjärna tillsammans med AM Herculis för en grupp dvärgnovor med starka magnetfält hos den vita dvärgen. Någon vanlig insamlingsskiva bildas därför inte utan istället följer materialet från givarstjärnan de magnetiska fältlinjerna och ansamlas vid de magnetiska polerna på den vita dvärgen. Dessa blir källor till röntgenstrålning och sänder ut polariserat ljus. Variabeltypen kallas därför också ibland polariserande variabel.

## Magnetfält
En typisk variabel av denna typ har magnetfält med fältstyrkor på 10 – 80 miljoner gauss (1000–8000 tesla. Den vita dvärgen hos AN Ursae Majoris har det starkast kända magnetfältet bland de kataklysmiska variablerna, med 230 miljoner gauss, dvs. 23 kilotesla.

## Ljusstyrka
Stjärnan varierar mellan visuell magnitud +14,5 och 19,3 med en period av 0,07975274 dygn eller 114,84395 minuter. Variabeln kräver medelstora teleskop för att studeras.